# 1915年鐵路
此條目列出1915年發生有關鐵路運輸的事件。

## 事件

### 1月
- 1月26日：臺東線水尾停車場（今瑞穗車站）啟用。
- 1月31日：貝克街及滑鐵盧鐵路（英语：Baker Street and Waterloo Railway）由帕丁頓站延長至基爾伯恩公園站。

### 2月
- 2月11日：貝克街及滑鐵盧鐵路（英语：Baker Street and Waterloo Railway）由基爾伯恩公園站延長至女王公園站。

### 3月
- 3月7日：聖迭戈聯合車站啟用。

### 4月
- 4月15日：武藏野鐵道線通車。

### 5月
- 5月10日：貝克街及滑鐵盧鐵路（英语：Baker Street and Waterloo Railway）由女王公園站延長至威爾斯登交匯站。

### 6月
- 6月6日：貝克街及滑鐵盧鐵路（英语：Baker Street and Waterloo Railway）加設麥達維爾站。
- 6月22日：BMT海灘線通車。

### 8月
- 8月1日：雷蒂羅站（英语：Estación Retiro）啟用。

### 9月
- 9月16日：臺東北線林田驛（今南平車站）啟用。

### 10月
- 10月27日：京阪電氣鐵道線通車。